# يوسف جوهر
يوسف جوهر (12 ديسمبر 1912 - 11 سبتمبر 2001) روائي وكاتب سيناريو وصحفي مصري.

## عن حياته
ولد يوسف جوهر في مدينة قوص، محافظة قنا، في الثاني عشر من ديسمبر سنة 1912، تخرج في كلية الحقوق سنة 1935، وعمل لسنوات في مجال المحاماة، شارك في كتابة السيناريو والحوار لعشرات الأفلام المصرية، من أبرزها: (الروح والجسد، سماعة التليفون، مصطفى كامل، دايما معاك، الرجل الثاني). بالإضافة لعمله السينمائي، كتب يوسف جوهر العديد من المجموعات القصصية والروايات، لكن اهتمامه الأكبر انصب على الإبداع الروائي والقصصي من ناحية وكتابة السيناريو والحوار السينمائي من ناحية أخرى.

## أهم أعماله الروائية والقصصية
من الأعمال الروائية والقصصية ليوسف جوهر (الحياة قصص، وسميرة هانم، دموع في عيون ضاحكة، أمهات لم يلدن أبدًا، ابتسامات حية رقطاء، نار ورماد، رسائل غرامية، جراح عميقة، أمهات في المنفى، الناس الأكابر، الصعود إلى قمة التل، عودة القاتلة، قليل من العقل .. قليل من الجنون، دوامات في نهر الحب).
نشر يوسف جوهر قصصه ومقالاته في كبريات الصحف والمجلات المصرية، منذ منتصف الثلاثينيات، وكان له مقال أسبوعي شهير في جريدة الأهرام، ومع أهمية وغزارة إنتاجه الأدبي والصحفي، فإن الإنجاز الأكبر له كان في الساحة السينمائية، فبين عامي 1942 و1995، كتب السيناريو والحوار لسبعين فيلمًا، البداية مع المتهمة سنة 1942، وآخر أفلامه الرجل الثالث سنة 1995، وبينهما مجموعة كبيرة من الأفلام المهمة في تاريخ السينما المصرية، من أبرزها الأرض الطيبة سنة 1954، فتى أحلامي سنة 1957، الرجل الثاني ودعاء الكروان سنة 1959، الرباط المقدس سنة 1960، الأيدي الناعمة سنة 1963، أمهات في المنفى سنة 1981، البيه البواب سنة 1987.
في العام 1942 حصل يوسف جوهر على جائزة مجمع فؤاد الأول للغة العربية، كما نال جائزة الدولة التقديرية في الآداب سنة 1984، وشارك في تأسيس معهد السينما ووضع لائحة اتحاد الكتاب.

## كوكتيل من المواهب في فن الكتابة
يوسف جوهر روائي متميز.. وصحفي وكاتب سينمائي. وهو أحد رواد السيناريو الذين يتصدر اسم يوسف جوهر قائمة الذين أبدعوه.
يوسف جوهر روائي وكاتب قصة قصيرة منذ ثلاثينيات القرن الماضي. كما كانت له علاقة بالرواية منذ قدم أولي رواياته جراح عميقة عام 1942 التي فازت بجائزة مجمع فؤاد الأول للغة العربية تحت عنوان عودة القافلة عام 1942، وتم تحويلها إلي فيلم سينمائي بعد ذلك، وهذه الرواية رغم أنها أول أعماله فإنها تتميز بشاعرية الصياغة، وانها امتداد لأسلوب رواية زينب لرائد الرواية محمد حسين هيكل، كما تتسم بقوة الخيال مع مزيج من الواقعية وسرعة البديهة في التعليق علي الأحداث والإبحار في شخصياتها وصفاتها، ثم قدم عدة روايات منها: أمهات في المنفي عام 1977 حول الانفتاح وانعدام القيم، ثم رواية دوامات في نهر الحب، ورواية الصعود إلي قمة التل، ورواية الناس الأكابر. وشخلول وشركاه.

## سمات أعماله
أعمال الكاتب الكبير تتميز باللغة العربية الفصحي السهلة الخالية من التعقيدات والإغراب، كما أنه يميل في حواره إلى العامية تقرباً إلى الصدق، كما تتميز أعماله بالسخرية ذات المذاق الخاص والتي تحرك المشاعر والأحاسيس.

## بداياته مع السينما
يقول الأديب الراحل يوسف جوهر إن البداية كانت من خلال لقاء له بالمنتجة آسيا التي أعجبت بما يكتب في آخر ساعة آنذاك، فطلبت منه كتابة حوار لفيلم مأخوذ عن قصة أجنبية هي صورة مدام إكس [الإنجليزية] وبالفعل قام بعمل الحوار للفيلم.

## إغواء السينما له
لفتت قصصه انتباه المشتغلين بالسينما، ووجد نفسه محاصراً بين الاشتغال بالمحاماة والتفرغ للسينما والكتابة، فاختار الكتابة وتحمس للكتابة للسينما من منطلق أنها الكتاب المفتوح لمن لا يقرأ ولا يكتب، وعمل على إيجاد صلة بين الأدب والسينما، فكتب سيناريوهات لأشهر قصص توفيق الحكيم وطه حسين وغيرهما من الكتاب، في وقت كانت الموضة فيه هي السطو على الأفلام الأجنبية.
وقد أغوت السينما يوسف جوهر بأضوائها وبريقها كما يقول د. ثروت فتحي في حوار له مع الأديب يوسف جوهر، وانقاد لها مسحوراً وغرق في بحار غرامها، وقدم خلال 58 عاماً ما يزيد على مائتي سيناريو للسينما، و500 قصة قصيرة.

## قائمة أعماله

### مقالاته
| اسم المقال                                   | اسم المجلة      | تاريخ العدد   |
| -------------------------------------------- | --------------- | ------------- |
| صور وخواطر                                   | الثقافة         | يوليو - 1939  |
| الحب يكسر قوسه (قصة)                         | الثقافة         | سبتمبر - 1939 |
| قد أقبل الصبح (قصة)                          | الثقافة         | أكتوبر - 1939 |
| يا نجمة الفجر (قصة)                          | الثقافة         | يناير - 1940  |
| الطامع                                       | الرسالة         | أكتوبر - 1933 |
| المعلم لوقا - قصة                            | الرسالة         | فبراير - 1934 |
| وفي .... وناكر                               | الرسالة         | نوفمبر - 1934 |
| الغني والفقير للأبروبير                      | الرسالة         | نوفمبر - 1937 |
| رسالة النقد - الحياة قصص                     | الرسالة         | أكتوبر - 1951 |
| أخر الأبطال                                  | الرسالة الجديدة | أغسطس - 1956  |
| الثوب الأزرق                                 | الرسالة الجديدة | أكتوبر - 1956 |
| القبلة عند الغدير                            | الرواية         | أغسطس - 1939  |
| لعنة                                         | الرواية         | ديسمبر - 1952 |
| هذا أنت - قصة                                | القصة           | مارس - 1964   |
| التراب الأحمر                                | الهلال          | سبتمبر - 1962 |
| إذا كانت لغزاً..فهى كألغاز الكلمات المتقاطعة! | الهلال          | يونيو - 1980  |

### مجموعاته القصصية
- الحياة قصص.
- سميرة هانم.
- دموع في عيون ضاحكة.
- أمهات لم يلدن أبداً.
- ابتسامات حية رقطاء.
- رسائل غرامية.
- نار ودماء.
- صور من مفكرة يوسف جوهر.
- رواياته الطويلة.
- جراح عميقة.
- أمهات في المنفى.
- الصعود إلى قمة التل.
- عودة القافلة.
- دوامات في نهر الحب.

له أكثر من سبعين رواية تحولت إلى أفلام من سنة 1944.

## أفلامه ومسلسلاته

### أفلامه
- الرجل الثالث - 1995 - قصة وسيناريو وحوار
- سواق الهانم - 1994 - مؤلف
- الفضيحة - 1992 - قصة وسيناريو وحوار
- الطقم المدهب - 1990 - مؤلف
- البيه البواب - 1987 - مؤلف
- موعد مع القدر - 1987 - قصة وسيناريو وحوار
- أمهات في المنفى - 1981 - قصة وسيناريو وحوار
- نغم في حياتي - 1975 - قصة وسيناريو وحوار
- زمان يا حب - 1973 - قصة وسيناريو وحوار
- هاربات من الحب - 1970 - قصة وسيناريو وحوار
- ليلة واحدة - 1969 - قصة وسيناريو وحوار
- زوجة بلا رجل - 1969 - قصة وسيناريو وحوار
- صيف قوي الذاكرة - 1968 - مؤلف
- معبودة الجماهير - 1967 - اعداد سيناريو
- الاعتراف - 1965 - قصة وسيناريو وحوار
- فتاة الميناء - 1964 - قصة وسيناريو وحوار
- الأيدي الناعمة - 1963 - قصة وسيناريو وحوار
- بين القصرين - 1962 - سيناريو وحوار
- يوم من عمري - 1961 - سيناريو وحوار
- الرباط المقدس - 1960 - قصة وسيناريو وحوار
- نور الليل - 1959 - قصة وسيناريو وحوار
- دعاء الكروان - 1959 - سيناريو وحوار
- عش الغرام - 1959 - قصة وسيناريو وحوار
- الرجل الثاني - 1959 - قصة وسيناريو وحوار
- مع الأيام - 1958 - قصة وحوار
- طريق الأمل - 1957 - قصة وسيناريو وحوار
- فتى أحلامي - 1957 - قصة وسيناريو وحوار
- أرضنا الخضراء - 1956 -
- العروسة الصغيرة - 1956 - قصة وسيناريو وحوار
- كفاية يا عين - 1956 - قصة وحوار
- عاشق الروح - 1955 - سيناريو وحوار
- الغائبة - 1955 - قصة وسيناريو وحوار
- أيام وليالي - 1955 - قصة وسيناريو وحوار
- لمين هواك - 1954 - قصة وسيناريو وحوار
- الحياة الحب - 1954 - سيناريو وحوار
- وعد - 1954 - قصة وسيناريو وحوار
- دايماً معاك - 1954 - قصة وسيناريو وحوار
- الأرض الطيبة - 1954 - قصة وسيناريو وحوار
- شرف البنت - 1954 - سيناريو
- غلطة العمر - 1953 - سيناريو وحوار
- شريك حياتى - 1953 - سيناريو وحوار
- حبيب قلبي - 1952 - قصة وسيناريو وحوار
- المنتصر - 1952 - قصة وحوار
- مصطفى كامل - 1952 - سيناريو وحوار
- آمنت بالله - 1952 - سيناريو وحوار
- مشغول بغيري - 1951 - قصة وسيناريو وحوار
- سماعة التليفون - 1951 - قصة وسيناريو وحوار
- ضحيت غرامي - 1951 - قصة وسيناريو وحوار
- الحب في خطر - 1951 - قصة وحوار
- أمير الانتقام - 1950 - حوار
- غرام راقصة - 1950 - قصة وحوار
- قسمة ونصيب - 1950 - قصة وسيناريو وحوار
- الليل لنا - 1949 - قصة وسيناريو وحوار
- صاحبة الملاليم - 1949 - قصة وحوار
- أجازة في جهنم - 1949 - قصة وسيناريو وحوار
- أحبك أنت - 1949 - قصة وحوار
- نادية - 1949 - قصة وسيناريو وحوار
- فتاة من فلسطين - 1948 - قصة وسيناريو وحوار
- الروح والجسد - 1948 - قصة وسيناريو وحوار
- المستقبل المجهول - 1948 - مؤلف
- سجى الليل - 1948 - قصة وحوار
- حمامة السلام - 1948 - سيناريو وحوار
- العقل في أجازة - 1947 - قصة وسيناريو وحوار
- عدو المجتمع - 1947 - قصة وسيناريو وحوار
- أمل ضائع - 1947 - سيناريو وحوار
- القاهرة بغداد - 1947 - قصة وسيناريو وحوار
- شهرزاد - 1946 - قصة وسيناريو وحوار
- الطائشة - 1946 - قصة وحوار
- غرام الشيوخ - 1946 - حوار
- عودة القافلة - 1946 - قصة وسيناريو وحوار
- أرض النيل - 1946 - قصة وسيناريو وحوار
- مجد ودموع - 1946 - قصة وحوار
- الخطيئة - 1946 - قصة وسيناريو وحوار
- اليتيمة - 1946 - قصة وسيناريو وحوار
- الجيل الجديد - 1945 - قصة وحوار
- هذا جناه أبي - 1945 - قصة وسيناريو وحوار
- قبلة في لبنان - 1945 - قصة وحوار
- الأبرياء - 1944 - قصة وسيناريو وحوار
- المتهمة - 1942 - قصة وسيناريو وحوار

### مسلسلاته
- شخلول - 2006 - مؤلف
- القاهرة منفلوط والعكس - 2004 - مؤلف
- أيام الحب والغضب - 1990 - مؤلف
- الساقية تدور - 1987 - مؤلف
- الأيام - 1979 - إشراف على السيناريو
- جراح عميقة - 1969 - مؤلف

### سهراته التلفزيونية
- الألبوم - 1992 - مؤلف
- الزوجة الطائشة - 0 - مؤلف
- القاضي - 0 - مؤلف
- عناق الموت والحياة - 0 - مؤلف
- حب أقوى من الموت - 0 - مؤلف

### مسلسلاته الإذاعية
- جراح عميقة - 0 - القصة

## رحيله
كان رحيله في الحادي عشر من سبتمبر سنة 2001، وهو اليوم نفسه الذي وقع فيه الاعتداء الإرهابي الشهير الذي تعرضت له الولايات المتحدة الأمريكية، وترك هذا التوافق تأثيرًا سلبيًا على اهتمام الصحف ووسائل الإعلام بخبر وفاته، فلم ينل ما يستحقه من الاهتمام والمتابعة.

## وصلات خارجية
- يوسف جوهر على موقع IMDb (الإنجليزية)
- يوسف جوهر على موقع الدهليز
- يوسف جوهر على موقع قاعدة بيانات الأفلام العربية

- صفحة الكاتب على موقع السينما
- صفحة الكاتب على قاعدة بيانات الأفلام على الإنترنت